# الزغرور (يريم)

تعديل مصدري - تعديل

الزغرور محلة تابعة لقرية الركب، التابعة لعزلة خودان بمديرية يريم إحدى مديريات محافظة إب في الجمهورية اليمنية.، بلغ تعداد سكانها 130 حسب تعداد اليمن لعام 2004.